# سيغفريد لاندو
سيغفريد لاندو (بالإنجليزية: Siegfried Landau)‏ هو موزع أمريكي، ولد في 4 سبتمبر 1921 في برلين في ألمانيا، وتوفي في 20 فبراير 2007 في بروشتون في الولايات المتحدة.

## وصلات خارجية
- سيغفريد لاندو على موقع ميوزك برينز (الإنجليزية)
- سيغفريد لاندو على موقع أول ميوزيك (الإنجليزية)
- سيغفريد لاندو على موقع ديسكوغز (الإنجليزية)